# Diaphanogryllacris laeta
Diaphanogryllacris laeta är en insektsart som först beskrevs av Walker, F. 1869.  Diaphanogryllacris laeta ingår i släktet Diaphanogryllacris och familjen Gryllacrididae.

## Underarter
Arten delas in i följande underarter:
- D. l. laeta
- D. l. chinensis